# Lipothrix lubbocki
Lipothrix lubbocki är en urinsektsart som först beskrevs av Tycho Fredrik Hugo Tullberg 1872.  Lipothrix lubbocki ingår i släktet Lipothrix, och familjen Sminthuridae. Arten är reproducerande i Sverige.